# Jacques Regnier
Pour les articles homonymes, voir Regnier.
Jacques Regnier est un homme politique français né le 26 mai 1753 à Feurs (Loire) et décédé le 5 mars 1803 à Lyon (Rhône).

## Biographie
Homme de loi à Trévoux avant la Révolution, il devient procureur syndic du district de Trévoux en 1790, puis est élu le 30 août 1791 député de l'Ain à l'Assemblée législative de 1791-1792 où il fait partie  de la commission des assignats, du comité des domaines et du comité de liquidation. Il fait autoriser les districts à s'armer pour défendre la Patrie et obtient le licenciement d'un régiment qui s'était mutiné. Après son mandat, il sera nommé le 19 germinal an VIII juge au tribunal criminel du Rhône, poste qu'il occupera jusqu'à sa mort en 1803.

## Sources
- « Jacques Regnier », dans Adolphe Robert et Gaston Cougny, Dictionnaire des parlementaires français, Edgar Bourloton, 1889-1891 [détail de l’édition]